# Joseph Wang Yu-jung
Joseph Wang Yu-jung (chinesisch 王愈榮, Pinyin Wáng Yùróng; * 27. April 1931 in Shanghai; † 18. Januar 2018) war ein chinesischer Geistlicher und römisch-katholischer Bischof von Taichung.

## Leben
Joseph Wang Yu-jung empfing am 24. Dezember 1955 die Priesterweihe für das Erzbistum Taipeh.
Papst Paul VI. ernannte ihn am 1. Juli 1975 zum Titularbischof von Árd Sratha und zum Weihbischof in Taipeh. Die Bischofsweihe spendete ihm der Kardinalpräfekt der Kongregation für die Evangelisierung der Völker, Agnelo Rossi, am 22. Juli desselben Jahres; Mitkonsekratoren waren Joseph Kuo Joshih CDD, emeritierter Erzbischof von Taipeh, und Stanislaus Lo Kuang, Erzbischof von Taipeh.
Papst Johannes Paul II. ernannte ihn am 25. Juni 1986 zum Bischof von Taichung. Am 25. Juni 2007 nahm Papst Benedikt XVI. sein aus Altersgründen vorgebrachtes Rücktrittsgesuch an.
Joseph Wang war von 2008 bis 2009 Vorsitzender der Katholische Fu-Jen-Universität.